# Palais de Soestdijk
Le palais de Soestdijk (Paleis Soestdijk en néerlandais, prononcé : [paːˈlɛis sustˈdɛik]) est l'un des quatre palais officiels de la famille royale des Pays-Bas. Le palais se trouve dans la commune de Baarn, dans la province d'Utrecht. Il est formé d'une partie centrale entourée de deux ailes.
Soestdijk a été la résidence principale de la reine Juliana des Pays-Bas et du prince Bernhard de 1937 jusqu'à leur mort en 2004.

## Histoire
Vers 1650, Cornelis de Graeff, un maire d'Amsterdam fait construire une maison sur la route de Baarn à Soest. Le stathouder Guillaume III d'Orange transforme cette maison en pavillon de chasse entre 1674 et 1678 et confie les travaux à Maurits Post (en), le fils de Pieter Post. 
En 1702, le stathouder de Frise Jean-Guillaume Friso hérite du titre de prince d'Orange et du palais de Soestdijk. Le palais devient la résidence d'hiver des stathouders jusqu'à la Révolution batave, en 1795. Vendu à des particuliers en 1799, il est racheté par Louis Bonaparte, roi de Hollande, en 1806.
Au retour des Orange-Nassau en 1813, Soestdijk est habité par le prince-héritier Guillaume et par son épouse Anna Pavlovna de Russie jusqu'à la mort de celle-ci en 1865. Il devient alors le pied-à-terre du prince Hendrik, frère de Guillaume III et gouverneur du Luxembourg.
La future reine Juliana des Pays-Bas et son époux le prince Bernhard zur Lippe Biesterfeld s'installent à Soestdijk en 1937. Ils y habitent jusqu'à leur mort en 2004 (Juliana y est décédée), malgré la vente du palais à l'État néerlandais en 1971.
 
Leur fille, la reine Béatrix y est née, puis a habité au château de Drakensteyn à Lage Vuursche à quelques kilomètres de là, avant de résider à Huis ten Bosch, à La Haye.
 
Depuis le décès de la reine Juliana et du prince Bernhard en 2004, le palais est inoccupé mais il a été ouvert au public en décembre 2006 et l'est toujours en 2016, pour des visites trois jours par semaine. Celui-ci propose différentes expositions et est disponible pour des événements culturels. Le ministre Henk Kamp a demandé en 2015 une rapide fermeture du dossier concernant l'avenir du palais, étant prêt à verser un acompte pour qu'il devienne un musée.